# Jean-Frédéric Hermann (1743-1820)
Pour les articles homonymes, voir Hermann.
Jean-Frédéric Hermann, né le 3 juillet 1743 à Barr (Bas-Rhin) et mort le 20 février 1820 à Strasbourg, est un juriste et homme politique français qui fut député du Bas-Rhin entre le 16 octobre 1795 et le 26 décembre 1799 et maire de Strasbourg entre le 6 décembre 1800 et le 22 octobre 1805.

## Biographie
Fils d'un pasteur luthérien, il est le frère du médecin et naturaliste Jean Hermann et l'oncle de son homonyme Jean-Frédéric Hermann, également médecin et naturaliste, décédé à l'âge de 26 ans.
Professeur de droit jusqu'à sa mort, il est aussi l'auteur de Notices historiques, statistiques et littéraires sur la ville de Strasbourg, publiées en 1817-1819.